# Wasilków
Wasilków is een stad in het Poolse woiwodschap Podlachië, gelegen in de powiat Białostocki. De oppervlakte bedraagt 28,15 km², het inwonertal 8751 (2005).

## Verkeer en vervoer
- Station Wasilków